# مجلة علم النفس المجتمعي والاجتماعي التطبيقي
مجلة علم النفس المجتمعي والاجتماعي التطبيقي هي دورية علمية تخضع لـ مراجعة الأقران تصدر كل شهرين؛ حيث تختص بنشر الأبحاث التي تتناول مجالي علم النفس الاجتماعي وعلم النفس المجتمعي في إطار عرض المشاكل ومواطن القوى داخل المجتمع. وتستهدف المجلة الممارسين المجتمعيين واختصاصيي علم النفس المجتمعي/الاجتماعي والباحثين. أما عن رئيس تحرير المجلة فهو فلورا كورنيش (كلية لندن للاقتصاد والعلوم السياسية).

## جمهور القراء
تستهدف مجلة علم النفس المجتمعي والاجتماعي التطبيقي جمهورًا من القراء يتألف من علماء النفس الاجتماعيين وعلماء النفس السريريين واختصاصيي الخدمة الاجتماعية والإداريين والممارسين المجتمعيين والاختصاصيين الصحيين والعلماء الاجتماعيين والأطباء النفسيين. ولقد تم افتتاح هذه المجلة كذلك لتركز على أعضاء المجتمع من خلال الالتزام بحوارات أقل رسمية مع هؤلاء القراء يتم إجراؤها عبر أقسام الاتصالات والتعليقات.

## المحتوى
تختص هذه المجلة بنشر:
- الأوراق البحثية
- المقالات النقدية
- الابتكارات قيد الممارسة
- الاتصالات والتعليقات
- الكتب وغيرها من المجلات الإعلامية
- تقويم الأحداث

## وصلات خارجية
- الموقع الرسمي
- النسخ المطبوعة ISSN 1052-9284
- النسخ الموجودة عبر الإنترنت: ISSN 1099-1298